# Francois Marie Moussé Félix
François Marie Moussé Félix, född 1747, död den 21 februari 1816 på Karlbergs slott, fransk skådespelare och rektor.
Felix var aktiv vid Voltaires teater vid Ferney. Han var medlem vid Gustav III:s Franska teater åren 1781-1792. Han var 1790-1793 den första kända rektorn vid Dramatens elevskola. Inte mycket är känt om elevskolan från hans period som rektor. En av hans få kända elever var Lovisa Broman. Från 1792 var han instruktör (professor) i franska språket vid Karlberg.